# Robert Kriegs
Robert Kriegs (né le 12 octobre 1984 à Berlin) est un coureur cycliste allemand. Durant sa carrière, il court sur piste et sur route. 

## Biographie
Robert Kriegs est membre de l'équipe nationale allemande de cyclisme sur piste de 1999 à janvier 2008. Il remporte un total de trois titres de champion d'Allemagne : un en poursuite individuelle chez les juniors (moins de 19 ans) en août 2001 à Augsbourg, ainsi que deux chez les élites en poursuite par équipes en août 2007 et août 2006. Il remporte également quatre médailles d'argent et trois médailles de bronze. 
Il également remporté la médaille d'argent en poursuite par équipes aux championnats d'Europe juniors de 2002. La même année, il se classe quatrième dans cette discipline aux mondiaux juniors de Melbourne en Australie.
En 2005, il gagne sur route la deuxième étape du Mainfranken Tour et une étape du Tour de Hongrie. L'année suivante, il termine quatrième du classement général du Mainfranken Tour et remporte le dernier jour le maillot du meilleur sprinteur.
Il met fin à sa carrière cycliste le 25 janvier 2008.

## Palmarès sur piste

### Championnats du monde
- Melbourne 2002
  - 4e de la poursuite par équipes juniors

### Championnats d'Europe
- Büttgen 2002 (juniors)
  -  Médaillé d'argent de la poursuite par équipes juniors

### Championnats nationaux
- 2001
  -  Champion d'Allemagne de poursuite juniors
- 2006
  -  Champion d'Allemagne de poursuite par équipes (avec Guido Fulst, Robert Bartko et Karl-Christian König)
- 2007
  -  Champion d'Allemagne de poursuite par équipes (avec Frank Schulz, Robert Bartko et Karl-Christian König)

## Palmarès sur route
- 2005
  - 2e étape du Mainfranken Tour
  - 4e étape du Tour de Hongrie